# My Babysitter's a Vampire (televisieserie)
My Babysitter's a Vampire is een televisieserie voor de jeugd die op 27 juni 2011 in première ging op Disney Channel. De reeks is oorspronkelijk een reeks van Teletoon uit Canada en werd aangekocht door Disney Channel. De serie telt twee seizoenen en één pilootfilm. In Nederland en in Vlaanderen werd de serie vanaf 3 oktober 2011 uitgezonden.

## Plot
Ethan blijkt niet in staat is om voor zijn zusje Jane te zorgen. Zijn vader en moeder roepen de hulp in van Erica, maar die kan niet komen dus komt Sarah, die zonder het zelf te beseffen babysitter wordt. Ze blijkt een vampier te zijn en brengt het leven van Ethan en zijn beste vriend Benny regelmatig in gevaar.

## Rolverdeling
- Ethan Morgan (Matthew Knight)
- Sarah (17 jaar) (Vanessa Morgan)
- Benny Weir (Atticus Mitchell)
- Rory Keaner (Cameron Kennedy)
- Erica (Kate Todd)
- Jesse (Joe Dinicol)

### Terugkerende personages
- Samantha Morgan (Laura DeCarteret): Ethan en Janes moeder
- Ross Morgan (Ari Cohen): Ethan en Janes vader
- Evelyn Weir (Joan Gregson): Benny's oma
- Jane Morgan (8 jaar) (Ella Jonas Farlinger): Ethans zusje
- Principal Hicks (Hrant Alianak): directeur van Whitechapel High
- Vivian Keaner (Marsha Mason): Rory's moeder

## Afleveringen
| Seizoen | Afleveringen | Uitgezonden | Uitgezonden |
| Seizoen | Afleveringen | Seizoenspremiere | Seizoensfinale |
| ------- | ------------ | --- | --- |
| Film    | Film         | 9 oktober 2010 (Première Teletoon) 10 juni 2011 (Disney Channel US) 23 september 2011 Disney Channel (Nederland/Vlaanderen)  | 9 oktober 2010 (Première Teletoon) 10 juni 2011 (Disney Channel US) 23 september 2011 Disney Channel (Nederland/Vlaanderen) |
| 1       | 13           | 14 maart 2011 (Première Teletoon) 27 juni 2011 (Disney Channel US) 3 oktober 2011 Disney Channel (Nederland/Vlaanderen)      | 19 juli 2011 (Disney Channel US) 26 december 2011 Disney Channel (Nederland/Vlaanderen)                                     |
| 2       | 13           | 6 september 2012 (Première Teletoon) 29 juni 2012 (Disney Channel US) 23 december 2012 Disney Channel (Nederland/Vlaanderen) | 5 oktober 2012 (Disney Channel US) 1 maart 2013 Disney Channel (Nederland/Vlaanderen)                                       |

## Film
De reeks is gestart met een pilotfilm. De reeks gaf de inleiding op de huidige serie. De film had dezelfde naam als de serie: My Babysitter's a Vampire.
Deze ging op 10 juni 2011 in première in Amerika, bij ons op 23 september 2011.